# No-name
|  | For den danske rockgruppe, se No Name |
No-name er en fiktiv figur, en harpy som man møder i  Philip Pullmans trilogi Det gyldne kompas.
No-name bliver første gang omtalt da Will Parry og Lyra Belacqua er rejst til de dødes verden. Harpyen vil kun lade de to børn komme ind til de dødes land, hvis Lyra fortæller hende en historie. Da Lyra lyver, bliver harpyen sur og angriber hende samt, at hun ikke vil give tilladelse til at de kan komme igennem porten. Will bruger derefter Skyggernes kniv til at skære igennem proten.
Senere da de er inde i de dødes land fortæller Lyra spøgelserne om hvordan det er oppe på jorden når man er i live. Harpyerne lytter efter, og næres af historien, fordi den er sand (Harpyerne næres nemlig kun af sandheden, som de får ved at vække de værste minder op i spøgelserne), og Lyra, Will og de to små gallivespianer indgår en aftale med harpyerne om, at de døde spøgelser skal fortælle en sand historie mens harpyerne leder dem til vinduet ud til Mulefaernes verden (En åbning der er blevet skåret af skyggernes kniv). Hvis spøgelserne ikke har oplevet nok til at kunne fortælle en historie må harpyerne nægte at føre dem til åbningen, bort set fra spædbørn da de ikke har oplevet noget ordentligt.
No-name leder Will og Lyra hen til et sted hvor de kan skære en åbning, nemlig på det højeste bjerg i de dødes land, da alle andre steder ligger for lavt under jorden, til at den ligger på linje med andre verdener.
Da No-name redder Lyra fra at falde i en stor afgrund ned til intetheden, giver Lyra No-name navnet: Nådevinge, da hun synes det er synd for No-name at hun ikke har noget navn.
Lyra og No-name/Nådevinge ender til sidst med at blive rigtig gode venner, og Lyra er glad for at hun i sidste ende skal møde No-name/Nådevinge igen, og fortælle hele sin historie til hende, mens hun bliver ledt til åbningen